# Ла-Коронилья
Ла-Коронилья (исп. La Coronilla) — населённый пункт в юго-восточной части Уругвая, в департаменте Роча.

## География
Расположен на побережье Атлантического океана, примерно в 23 км к югу от города Чуй и бразильской границы, а также в 314 км от столицы страны, Монтевидео. Через населённый пункт проходит автомобильная дорога № 9. Западным продолжением Ла-Коронильи является деревня Капачо, а северным продолжением — деревня Баррио-Перейра. Население этих трёх населённых пунктов вместе насчитывает 1153 человека (2011 год). Абсолютная высота — 9 метров над уровнем моря.

## История
13 ноября 1951 года населённый пункт Лас-Маравильяс был переименован в Ла-Коронилью и получил статус села (Pueblo) указом № 11.763.

## Население
Население по данным на 2011 год составляет 510 человек.
| Год  | Население |
| ---- | --------- |
| 1963 | 488       |
| 1975 | 626       |
| 1985 | 593       |
| 1996 | 586       |
| 2004 | 541       |
| 2011 | 510       |

Источник: Instituto Nacional de Estadística de Uruguay